# Edward Hennig
Edward August „Ed” Hennig (ur. 13 października 1879 w Cleveland, zm. 28 sierpnia 1960 tamże) – amerykański gimnastyk, dwukrotny medalista olimpijski.
W 1904 r. reprezentował barwy Stanów Zjednoczonych na rozegranych w Saint Louis letnich igrzyskach olimpijskich, podczas których zdobył dwa złote medale, w ćwiczeniach na drążku i ćwiczeniach z maczugami. Startował również w czwórboju (5. miejsce), wieloboju drużynowym (13. miejsce), trójboju lekkoatletycznym (36. miejsce), wieloboju gimnastyczno-lekkoatletycznym (50. miejsce) oraz trójboju gimnastycznym (59. miejsce).